# Шуп
Шуп (фр. Chouppes) насеље је и општина у западној Француској у региону Поату-Шарант, у департману Вијена која припада префектури Шателро.
По подацима из 2011. године у општини је живело 755 становника, а густина насељености је износила 23,8 становника/km². Општина се простире на површини од 31,72 km². Налази се на средњој надморској висини од 85 метара (максималној 157 m, а минималној 79 m).

## Демографија
| 1962. | 1968. | 1975. | 1982. | 1990. | 1999. | 2011. |
| ----- | ----- | ----- | ----- | ----- | ----- | ----- |
| 519   | 634   | 574   | 674   | 740   | 693   | 755   |

График промене броја становника у току последњих година